# 曹義 (永樂進士)
曹義，應天府句容縣，明朝官吏、進士出身。

## 生平
永樂十三年，登進士，授庶吉士。永樂十六年，改翰林院編修。宣德年間，擔任行在吏部主事。宣德十年，升吏部文選司員外郎。正統九年，任吏部郎中，次年升吏部右侍郎，掌管光祿寺事。正統十四年，擔任吏部左侍郎。景泰元年，改南京吏部尚書，后致仕回鄉。